# Municipio de Middleton (Dakota del Sur)
El municipio de Middleton (en inglés: Middleton Township) es un municipio ubicado en el condado de Turner en el estado estadounidense de Dakota del Sur. En el año 2010 tenía una población de 238 habitantes y una densidad poblacional de 2,59 personas por km².

## Geografía
El municipio de Middleton se encuentra ubicado en las coordenadas 43°18′2″N 96°58′49″O / 43.30056, -96.98028. Según la Oficina del Censo de los Estados Unidos, el municipio tiene una superficie total de 91.84 km², de la cual 91,82 km² corresponden a tierra firme y (0,03 %) 0,02 km² es agua.

## Demografía
Según el censo de 2010, había 238 personas residiendo en el municipio de Middleton. La densidad de población era de 2,59 hab./km². De los 238 habitantes, el municipio de Middleton estaba compuesto por el 100 % blancos. Del total de la población el 0 % eran hispanos o latinos de cualquier raza.